# Operação Aletheia

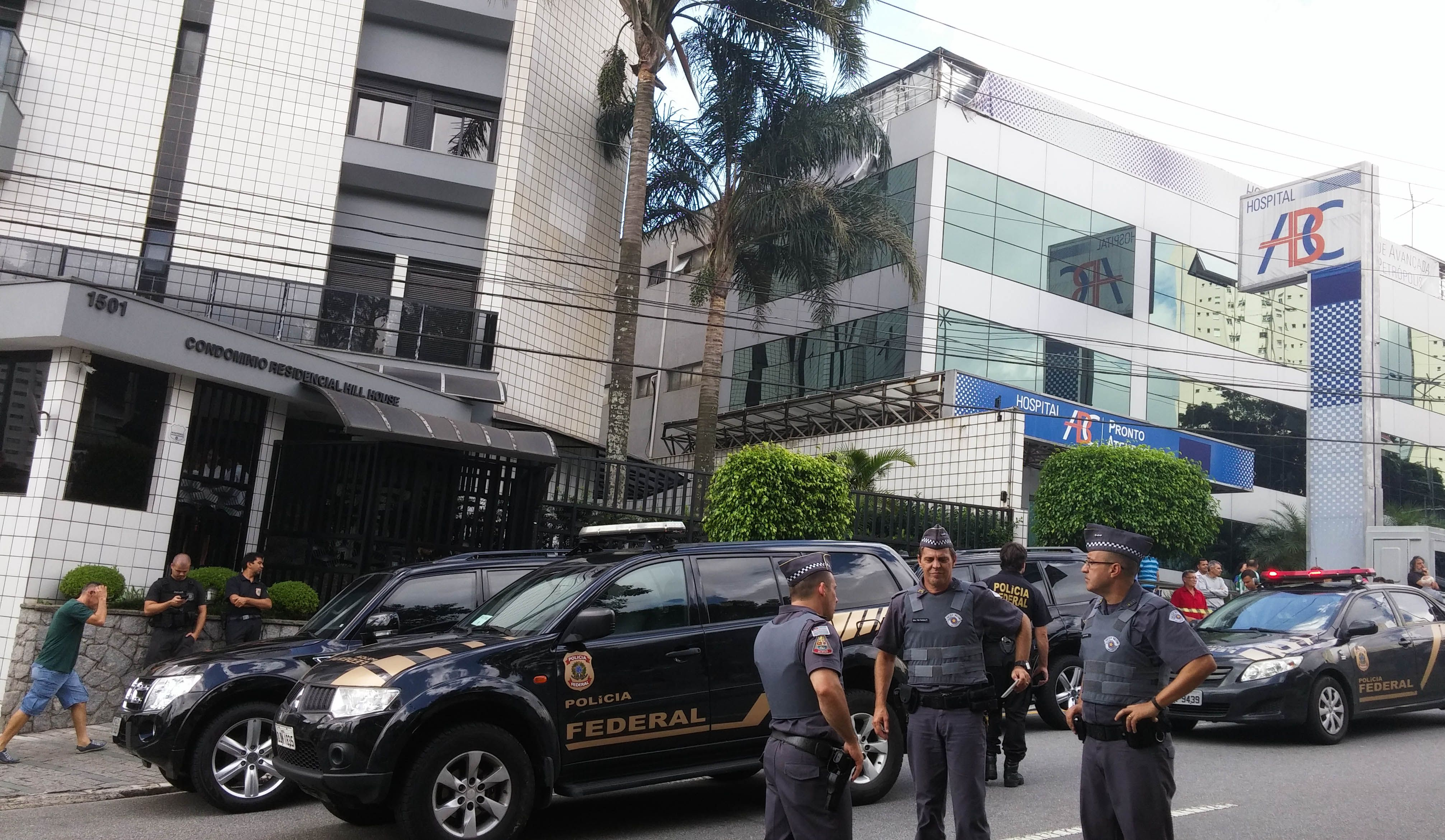
Polícia Federal em frente ao prédio o ex-presidente Lula depois de sua condução coercitiva para depoimento

Operação Aletheia é uma operação da Polícia Federal do Brasil, deflagrada em 4 de março de 2016, representando a 24.ª fase da Operação Lava Jato, para dar continuidade às investigações de crimes de corrupção e lavagem de dinheiro no esquema criminosos relacionado à estatal Petrobras.
O nome da operação faz referência à busca da verdade. Na Grécia Antiga, a palavra "alétheia" tinha o significado também de "realidade", ou de busca pela verdade por meio do conhecimento. O termo é comumente utilizado na psicologia para referir-se à busca por uma verdade além das aparências. Além de verdade, o termo também pode ser entendido como "realidade", "não oculto", "revelado", entre outras asserções.

## Investigação
Em um comunicado divulgado à imprensa, o MPF destacou que o ex-presidente Lula estava sendo investigado porque há indícios de que ele recebeu dinheiro desviado da Petrobras por meio da execução de reformas no apartamento triplex do Guarujá e do sítio de Atibaia.
Os procuradores da força-tarefa ressaltaram ainda que há evidências de que Lula recebeu móveis de luxo nos dois imóveis e teve a armazenagem de bens em uma transportadora bancada pela construtora OAS, uma das empreiteiras investigadas na Lava Jato.
Ainda de acordo com os procuradores, há fortes indícios de que o ex-presidente recebeu pelo menos R$ 770 mil "sem justificativa econômica lícita" de José Carlos Bumlai, da Odebrecht (atual Novonor) e da OAS. Ainda de acordo com o MPF, também há fortes indícios de pagamentos dissimulados de aproximadamente R$ 1,3 milhão pela OAS em favor de Lula entre janeiro de 2011 a janeiro de 2016 para a armazenagem de itens retirados do Palácio do Planalto quando ele deixou a Presidência.
O Ministério Público investiga ainda pagamentos considerados "vultosos" feitos por construtoras beneficiadas no esquema Petrobras em favor do Instituto Lula e da LILS Palestras, empresa de palestras do ex-presidente da República. De acordo com a força-tarefa, a maior parte do dinheiro que ingressou na empresa e na entidade de Lula, entre 2011 e 2014, foi repassado por Camargo Corrêa, OAS, Odebrecht (atual Novonor), Andrade Gutierrez, Queiroz Galvão e UTC.

### Conversa telefônica entre Dilma e Lula
Em 16 de março, foi anunciado que o ex-presidente Lula seria indicado como ministro da Casa-Civil do governo Dilma. A indicação foi amplamente vista como uma forma do ex-presidente ganhar foro privilegiado e passar a ser investigado apenas pelo Supremo Tribunal Federal (STF).
Na noite do dia 16 de março, o juiz Sergio Moro divulgou conversas telefônicas de Lula, o que incluía algumas com a presidente Dilma. A interceptação havia sido feita pela Polícia Federal, tendo sido autorizada por Moro, que determinou que telefones relacionados a Lula e ao Instituto Lula fossem grampeados no âmbito da Operação Lava Jato. Uma parte do conteúdo da ligação mais comentada foi o seguinte:
Rousseff: Alô.

Lula da Silva: Alô.
Rousseff: Lula, deixa eu te falar uma coisa.
Lula da Silva: Fala, querida. Ahn.
Rousseff: Seguinte, eu tô mandando o 'Bessias' junto com o papel pra gente ter ele, e só usa em caso de necessidade, que é o termo de posse, tá?!
Lula da Silva: Uhum. Tá bom, tá bom.
Rousseff: Só isso, você espera aí que ele tá indo aí.
Lula da Silva: Tá bom, eu tô aqui, fico aguardando.
Rousseff: Tá?!
Lula da Silva: Tá bom.
Rousseff: Tchau.

Lula da Silva: Tchau, querida.

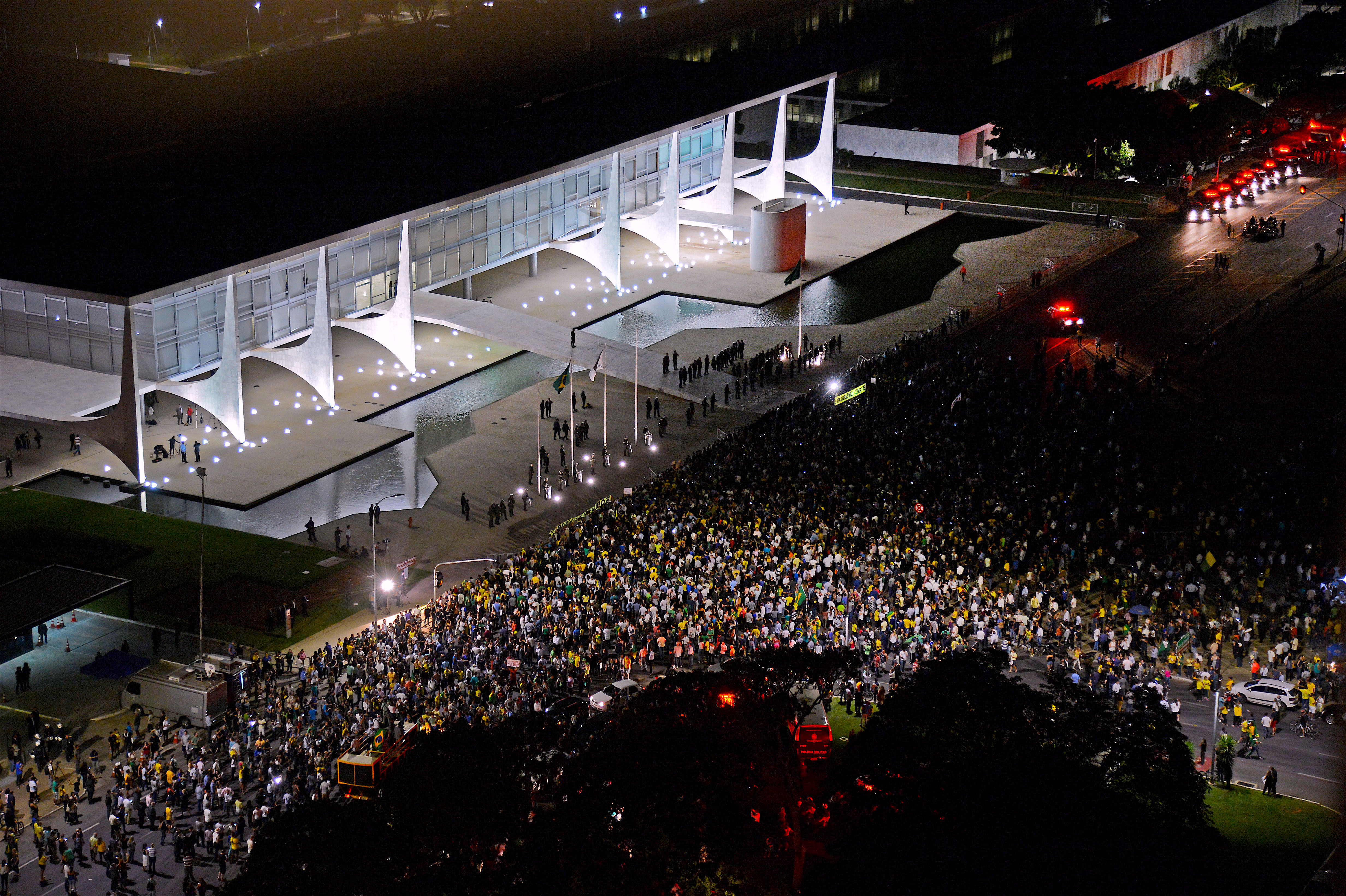
Protesto espontâneo contra a nomeação do ex-presidente Lula como Ministro da Casa Civil, em 16 de março de 2016.

O teor da conversa gerou dúvidas de se a presidente Dilma estava tentando obstruir a justiça ao nomear Lula para o ministério, o que gerou indignação pública e diversos protestos pelo país no mesmo dia da divulgação, além de nos dias posteriores. Em São Paulo, na região da Avenida Paulista, o protesto durou 36 horas ininterruptas e as pessoas abriram uma bandeira com as cores do Brasil e os dizeres “impeachment já”. Aos gritos de "Renuncia, renuncia", manifestantes protestaram em frente ao Planalto. Nas redes sociais, o embate político entre os manifestantes colocou o tópico #QuedaDoPlanalto como o assunto mais comentado do Twitter em todo o mundo na manhã do dia 17 de Março. A presidente Dilma rejeitou as acusações e indignada com o grampo  disse que "Não há justiça para os cidadãos quando as garantias constitucionais do próprio presidente da república são violadas", e que "Os golpes começam assim."
Em 17 de março, em cerimônia no Palácio do Planalto, Lula foi empossado ministro da Casa-Civil. No entanto, poucos minutos depois, um juiz federal suspendeu os efeitos da nomeação alegando haver indícios de tentativa de interferência no poder Judiciário. Embora a decisão tenha sido revertida na noite daquele dia, outras liminares julgadas pela justiça em primeira instância e pelo STF suspenderam novamente a nomeação. No dia 18 de março de 2016, manifestantes pró-governo ocuparam a Avenida Paulista.

## Mandados
Em 4 de março de 2016, cerca de 200 policiais federais e 30 auditores da Receita Federal cumpriram 44 mandados judiciais, sendo 33 mandados de busca e apreensão e 11 mandados de condução coercitiva. As medidas foram cumpridas no estados de São Paulo, Rio de Janeiro e Bahia.
A PF também cumpre mandados de busca e apreensão na casa do ex-presidente Lula, na casa e empresa dos filhos dele e no sítio que era constantemente frequentado por Lula, em Atibaia.

### Condução
No dia 4 de março de 2016, perto das 8h40, Luiz Inácio Lula da Silva foi levado para o Aeroporto de Congonhas, em um carro descaracterizado, para depor à Polícia Federal. Às 8h51, ele prestou depoimento dentro do aeroporto.

## Reações

### Instituto Lula
O Instituto Lula, que também foi alvo da operação, avaliou a ação da PF como "arbitrária, ilegal e injustificável".

### Defesa do ex-presidente Lula
A defesa do ex-presidente pediu ao Supremo Tribunal Federal (STF) a suspensão de procedimentos relacionados às investigações relacionadas a ele dentro da Operação Lava Jato. Entretanto, em 4 de março de 2016, a ministra do STF, Rosa Weber negou o pedido apresentado pela defesa de Lula para suspender duas investigações, sobre o triplex em Guarujá e do sítio em Atibaia ligados a ele. A ministra negou a suspensão por não ter observado "ilegalidade irrefutável, patente e de imediata compreensão" nas duas investigações. Em caso de interrupção, haveria risco, segundo ela, de "indevida ingerência em prerrogativa constitucional titularizada pelo Ministério Público em nome da sociedade".

### Partido dos Trabalhadores
Em nota o Partido dos Trabalhadores declarou que "A condução coercitiva do ex-presidente Luiz  Inácio Lula da Silva representa um ataque à democracia e à Constituição.Trata-se de novo e indigno capítulo na escalada golpista que busca desestabilizar o governo da presidente Dilma Rousseff, criminalizar o Partido dos Trabalhadores e combater o principal líder do povo brasileiro", escreveu Rui Falcão, então presidente da sigla.
O Ministério Público Federal (MPF) emitiu nota de esclarecimento justificando a condução coercitiva pois "Após ser intimado e ter tentado diversas medidas para protelar esse depoimento, incluindo inclusive um habeas corpus perante o TJSP, o senhor Luiz Inácio Lula da Silva manifestou sua recusa em comparecer." A recusa refere-se ao documento protocolado pelos advogados do ex-presidente e de sua esposa, afirmando a intenção de que "Lula e Marisa prestarão todos os esclarecimentos por escrito e não em audiência [para novo depoimento marcado pelo promotor de justiça]."
A nota fora repudiada pelos advogados de Lula.
Na sua decisão, o juiz Sergio Moro justificou o mandado de condução coercitiva como medida para preservação da ordem pública “Com a medida [...] previnem-se incidentes que podem envolver lesão a inocentes". Moro declarou ainda que "não envolve qualquer juízo de antecipação de responsabilidade criminal" e que a medida "não tem por objetivo cercear direitos do ex-presidente ou colocá-lo em situação vexatória [...] A condução coercitiva para tomada de depoimento é medida de cunho investigatório", disse. Ele determinou ainda que Lula não fosse algemado nem filmado pelos policiais.
O ministro do STF Marco Aurélio Mello criticou a decisão de Sérgio Moro de autorizar a condução coercitiva de Lula. Segundo Mello, a condução coercitiva só se justifica quando alguém intimado deixa de comparecer a uma solicitação da Justiça, detalhe, que, para o ministro não aconteceu, pois Lula não tinha sido intimado. Para Mello, Lula foi "cerceado na liberdade de ir e vir".
Segundo o MPF, ao longo das 24 fases da Lava Jato foram cumpridos 117 mandados de condução coercitiva. “Apenas nesta última fase e em relação a apenas uma das conduções coercitivas determinadas, a do senhor Luiz Inácio Lula da Silva, houve a manifestação de algumas opiniões contrárias à legalidade e constitucionalidade dessa medida, bem como de sua conveniência e oportunidade”. Para o MPF, o fato de nenhum dos outros 116 mandados ter gerado “tal clamor” comprova que os críticos se insurgem não contra o instituto da condução, “mas sim pela condução coercitiva de um ex-presidente da República”.
Em relatório o delegado da Polícia Federal Luciano Flores, responsável por conduzir o ex-presidente para prestar depoimento, afirmou que Lula se negou a acompanhá-lo "foi dito por ele [Lula] que não sairia daquele local, a menos que fosse algemado. Disse ainda que se eu quisesse colher as declarações dele, teria de ser ali. Respondi então que não seria possível fazer sua audiência naquele local por questões de segurança [...] e caso ele se recusasse a nos acompanhar [...] eu teria que dar cumprimento ao mandado de condução coercitiva", informou o delegado, em documento tornado público pela Justiça Federal do Paraná.